# Siphocampylus
Siphocampylus es un género de angiospermas perteneciente  a la familia Campanulaceae. Fue descrito por el botánico austriaco Johann Baptist Emanuel Pohl en 1831. Comprende 382 especies descritas y de estas, solo 236 aceptadas., nativas de América tropical.

## Descripción
Son hierbas, arbustos y pequeños árboles con hojas simples y flores tubulares solitarias o en racimos terminales o corimbos. Las flores son de color rojizo, púrpura, crema, amarillento o verdoso. El hipanto es cilíndrico o hemisférico sobre el que se sitúa la corola de tubo entero, tan largo o más que el limbo y estrecho en su base. Posee dos lóbulos dorsales y tres ventrales, siendo más cortos estos que aquellos. El orificio del tubo de las anteras se encuentra parcialmente ocluido por las puntas recurvadas de las tres anteras dorsales, que son más largas que las dos ventrales. Las paredes de la cápsula, al madurar, adquieren una textura papirácea o leñosa y en él se encuentran numerosas semillas.

## Ecología: Distribución y hábitat
Habita en las regiones montañosas de América Central (Costa Rica y Panamá), Caribe (Cuba, República Dominicana y Haití) y en América del Sur, sobre todo en los Andes, desde Colombia hasta el norte de Argentina.

## Estado de conservación
Del total de especies, al menos 21 se hallan en Ecuador. De ellas, 12 se encuentran en la Lista Roja de la UICN y 11, que representan el 3% del total de especies del género, se encuentran en alguna de las categorías amenazadas.

## Taxonomía
El género fue descrito por Johann Baptist Emanuel Pohl y publicado en Plantarum Brasiliae Icones et Descriptiones 2: 104–105. 1831. La especie tipo es: Siphocampylus westinianus Pohl.

## Especies incluidas en la Lista Roja
- Siphocampylus affinis, (Mirb.) McVaugh
- Siphocampylus asplundii, Jeppesen
- Siphocampylus ecuadoriensis, E.Wimm.
- Siphocampylus fruticosus, E.Wimm.
- Siphocampylus furax, E.Wimm.
- Siphocampylus humboldtianus, C.Presl ex A.DC.
- Siphocampylus loxensis, (Willd. ex Schult.) Vatke ex E.Wimm.
- Siphocampylus lucidus, E.Wimm.
- Siphocampylus rostratus, E.Wimm.
- Siphocampylus rupestris, E.Wimm.
- Siphocampylus scandens, (Kunth) G.Don
- Siphocampylus uncipes, McVaugh